# Приволжский федеральный округ

Географическое положение Приволжского федерального округа

Приво́лжский федера́льный о́круг (ПФО) — федеральный округ Российской Федерации, образованный Указом Президента РФ от 13 мая 2000 года. В состав округа входят 14 субъектов РФ.
Приволжский федеральный округ расположен на востоке европейской части Российской Федерации, территории Приуралья и Нижней Волги. Территория округа составляет 6.06 % от территории РФ. Округ не имеет выхода к Мировому океану.
Приволжский федеральный округ граничит с Казахстаном, а также с Южным, Центральным, Северо-Западным и Уральским федеральными округами.
Численность населения ПФО 28 408 677 чел. (2025) (19.44 % населения России). Основу населения составляют горожане (
73,37 %), что в целом несколько ниже общероссийского показателя (
75,27 %).
Административный центр — Нижний Новгород.
Приволжский федеральный округ и Поволжье — разные понятия. Так, часть Нижней Волги (Астраханская и Волгоградская области) относится к Южному федеральному округу, в то время как в состав ПФО входят субъекты, географически расположенные в Верхнем и Среднем Поволжье (Пензенская, Самарская, Ульяновская области, Марий Эл, Татарстан и Чувашия); ряд субъектов Центральной России (Нижегородская, Пензенская области и Мордовия); на Урале и в Приуралье (Башкортостан, Кировская область, Оренбургская область, Пермский край и Удмуртия).

## Состав округа
| Приволжский федеральный округ | Приволжский федеральный округ | Приволжский федеральный округ                                                                                          | Приволжский федеральный округ: физико-географическая карта | Приволжский федеральный округ: физико-географическая карта | Приволжский федеральный округ: физико-географическая карта |
| №                             | Флаг                          | Субъект Федерации | Площадь (км²)                                              | Население                                                  | Админ. центр                                               |
| ----------------------------- | ----------------------------- | --- | ---------------------------------------------------------- | ---------------------------------------------------------- | ---------------------------------------------------------- |
| 1                             |                               | Башкортостан (c 13 мая 2000)                                                                                           | 142 947                                                    | ↘4 042 377                                                 | Уфа                                                        |
| 2                             |                               | Кировская область (с 13 мая 2000)                                                                                      | 120 374                                                    | ↘1 120 412                                                 | Киров                                                      |
| 3                             |                               | Марий Эл (с 13 мая 2000)                                                                                               | 23 375                                                     | ↘666 202                                                   | Йошкар-Ола                                                 |
| 4                             |                               | Мордовия (с 13 мая 2000)                                                                                               | 26 128                                                     | ↘758 895                                                   | Саранск                                                    |
| 5                             |                               | Нижегородская область (с 13 мая 2000)                                                                                  | 76 624                                                     | ↘3 039 421                                                 | Нижний Новгород                                            |
| 6                             |                               | Оренбургская область (с 13 мая 2000)                                                                                   | 123 702                                                    | ↘1 816 898                                                 | Оренбург                                                   |
| 7                             |                               | Пензенская область (с 13 мая 2000)                                                                                     | 43 352                                                     | ↘1 226 878                                                 | Пенза                                                      |
| 8                             |                               | Пермский край (с 1 декабря 2005; до этого была Пермская область)                                                       | 160 236                                                    | ↘2 483 633                                                 | Пермь                                                      |
| 9                             |                               | Самарская область (с 13 мая 2000)                                                                                      | 53 565                                                     | ↘3 112 566                                                 | Самара                                                     |
| 10                            |                               | Саратовская область (с 13 мая 2000)                                                                                    | 101 240                                                    | ↘2 369 405                                                 | Саратов                                                    |
| 11                            |                               | Татарстан (с 13 мая 2000)                                                                                              | 67 847                                                     | ↗4 019 606                                                 | Казань                                                     |
| 12                            |                               | Удмуртия (с 13 мая 2000)                                                                                               | 42 061                                                     | ↘1 427 282                                                 | Ижевск                                                     |
| 13                            |                               | Ульяновская область (с 13 мая 2000)                                                                                    | 37 181                                                     | ↘1 165 334                                                 | Ульяновск                                                  |
| 14                            |                               | Чувашия (с 13 мая 2000)                                                                                                | 18 343                                                     | ↘1 159 768                                                 | Чебоксары                                                  |
| −                             |                               | Коми-Пермяцкий автономный округ (до 1 декабря 2005; был упразднён при объединении с Пермской областью в Пермский край) | 32 770                                                     | ↘132 824                                                   | Кудымкар                                                   |

### Общая карта
Легенда карты:
|  | Более 1 млн чел.           |
|  | от 500 000 до 1 млн чел.   |
|  | от 250 000 до 500 000 чел. |
|  | от 100 000 до 250 000 чел. |
|  | от 50 000 до 100 000 чел.  |

## Население
Численность населения округа по данным Росстата составляет 28 408 677 чел. (2025). Плотность населения — 27,40 чел./км2 (2025). Городское население — 
73,37 % (2022).
| 1989        | 1990        | 1991        | 1992        | 1993        | 1994        | 1995        |
| ----------- | ----------- | ----------- | ----------- | ----------- | ----------- | ----------- |
| 31 785 000  | ↘31 763 506 | ↗31 837 335 | ↗31 893 085 | ↗32 003 120 | ↗32 027 690 | ↗32 082 075 |
| 1996        | 1997        | 1998        | 1999        | 2000        | 2001        | 2002        |
| ↘32 048 916 | ↘31 971 265 | ↘31 900 634 | ↘31 837 053 | ↘31 703 297 | ↘31 531 441 | ↘31 154 744 |
| 2003        | 2004        | 2005        | 2006        | 2007        | 2008        | 2009        |
| ↘31 104 512 | ↘30 902 316 | ↘30 710 171 | ↘30 511 236 | ↘30 346 168 | ↘30 241 581 | ↘30 157 844 |
| 2010        | 2011        | 2012        | 2013        | 2014        | 2015        | 2016        |
| ↘29 899 699 | ↘29 879 753 | ↘29 811 477 | ↘29 772 235 | ↘29 738 836 | ↘29 715 450 | ↘29 673 644 |
| 2017        | 2018        | 2019        | 2020        | 2021        | 2022        | 2023        |
| ↘29 636 574 | ↘29 542 696 | ↘29 397 213 | ↘29 287 683 | ↘28 943 264 | ↘28 869 534 | ↘28 683 247 |
| 2024        | 2025        |             |             |             |             |             |
| ↘28 540 832 | ↘28 408 677 |             |             |             |             |             |

| Рождаемость (число родившихся на 1000 человек населения) | Рождаемость (число родившихся на 1000 человек населения) | Рождаемость (число родившихся на 1000 человек населения) | Рождаемость (число родившихся на 1000 человек населения) | Рождаемость (число родившихся на 1000 человек населения) | Рождаемость (число родившихся на 1000 человек населения) | Рождаемость (число родившихся на 1000 человек населения) | Рождаемость (число родившихся на 1000 человек населения) | Рождаемость (число родившихся на 1000 человек населения) |
| 1970                                                     | 1975                                                     | 1980                                                     | 1985                                                     | 1990                                                     | 1995                                                     | 1996                                                     | 1997                                                     | 1998                                                     |
| -------------------------------------------------------- | -------------------------------------------------------- | -------------------------------------------------------- | -------------------------------------------------------- | -------------------------------------------------------- | -------------------------------------------------------- | -------------------------------------------------------- | -------------------------------------------------------- | -------------------------------------------------------- |
| 15                                                       | ↗15,9                                                    | ↘15,8                                                    | ↗17,1                                                    | ↘14                                                      | ↘9,4                                                     | ↘9                                                       | ↘8,7                                                     | ↗9                                                       |
| 1999                                                     | 2000                                                     | 2001                                                     | 2002                                                     | 2003                                                     | 2004                                                     | 2005                                                     | 2006                                                     | 2007                                                     |
| ↘8,5                                                     | ↗8,8                                                     | ↗8,9                                                     | ↗9,6                                                     | ↗10                                                      | ↗10,2                                                    | ↘9,8                                                     | ↗10,1                                                    | ↗11,1                                                    |
| 2008                                                     | 2009                                                     | 2010                                                     | 2011                                                     | 2012                                                     | 2013                                                     | 2014                                                     |                                                          |                                                          |
| ↗11,8                                                    | ↗12,1                                                    | ↗12,4                                                    | →12,4                                                    | ↗13,2                                                    | ↗13,3                                                    | ↗13,4                                                    |                                                          |                                                          |

| Смертность (число умерших на 1000 человек населения) | Смертность (число умерших на 1000 человек населения) | Смертность (число умерших на 1000 человек населения) | Смертность (число умерших на 1000 человек населения) | Смертность (число умерших на 1000 человек населения) | Смертность (число умерших на 1000 человек населения) | Смертность (число умерших на 1000 человек населения) | Смертность (число умерших на 1000 человек населения) | Смертность (число умерших на 1000 человек населения) |
| 1970                                                 | 1975                                                 | 1980                                                 | 1985                                                 | 1990                                                 | 1995                                                 | 1996                                                 | 1997                                                 | 1998                                                 |
| ---------------------------------------------------- | ---------------------------------------------------- | ---------------------------------------------------- | ---------------------------------------------------- | ---------------------------------------------------- | ---------------------------------------------------- | ---------------------------------------------------- | ---------------------------------------------------- | ---------------------------------------------------- |
| 8,7                                                  | ↗9,7                                                 | ↗10,8                                                | ↗11,4                                                | ↘10,9                                                | ↗14,4                                                | ↘13,7                                                | ↘13,5                                                | ↘13,2                                                |
| 1999                                                 | 2000                                                 | 2001                                                 | 2002                                                 | 2003                                                 | 2004                                                 | 2005                                                 | 2006                                                 | 2007                                                 |
| ↗14,4                                                | ↗15,2                                                | ↗15,4                                                | ↗16,1                                                | ↗16,5                                                | ↘16,3                                                | ↗16,5                                                | ↘15,6                                                | ↘15,2                                                |
| 2008                                                 | 2009                                                 | 2010                                                 | 2011                                                 | 2012                                                 | 2013                                                 | 2014                                                 |                                                      |                                                      |
| ↘15,1                                                | ↘14,6                                                | ↗15                                                  | ↘14,3                                                | ↘13,9                                                | ↗14                                                  | ↘13,9                                                |                                                      |                                                      |

| Естественный прирост населения (на 1000 человек населения, знак (-) означает естественную убыль населения) | Естественный прирост населения (на 1000 человек населения, знак (-) означает естественную убыль населения) | Естественный прирост населения (на 1000 человек населения, знак (-) означает естественную убыль населения) | Естественный прирост населения (на 1000 человек населения, знак (-) означает естественную убыль населения) | Естественный прирост населения (на 1000 человек населения, знак (-) означает естественную убыль населения) | Естественный прирост населения (на 1000 человек населения, знак (-) означает естественную убыль населения) | Естественный прирост населения (на 1000 человек населения, знак (-) означает естественную убыль населения) | Естественный прирост населения (на 1000 человек населения, знак (-) означает естественную убыль населения) | Естественный прирост населения (на 1000 человек населения, знак (-) означает естественную убыль населения) | Естественный прирост населения (на 1000 человек населения, знак (-) означает естественную убыль населения) |
| 1970 | 1975 | 1980 | 1985 | 1990 | 1995 | 1996 | 1997 | 1998 | 1999 |
| --- | --- | --- | --- | --- | --- | --- | --- | --- | --- |
| 6,3 | ↘6,2 | ↘5 | ↗5,7 | ↘3,1 | ↘−5 | ↗−4,7 | ↘−4,8 | ↗−4,2 | ↘−5,9 |
| 2000 | 2001 | 2002 | 2003 | 2004 | 2005 | 2006 | 2007 | 2008 | 2009 |
| ↘−6,4 | ↘−6,5 | →−6,5 | →−6,5 | ↗−6,1 | ↘−6,7 | ↗−5,5 | ↗−4,1 | ↗−3,3 | ↗−2,5 |
| 2010 | 2011 | 2012 | 2013 | 2014 | | | | | |
| ↘−2,6 | ↗−1,9 | ↗−0,7 | →−0,7 | ↗−0,5 | | | | | |

| Ожидаемая продолжительность жизни при рождении (число лет) | Ожидаемая продолжительность жизни при рождении (число лет) | Ожидаемая продолжительность жизни при рождении (число лет) | Ожидаемая продолжительность жизни при рождении (число лет) | Ожидаемая продолжительность жизни при рождении (число лет) | Ожидаемая продолжительность жизни при рождении (число лет) | Ожидаемая продолжительность жизни при рождении (число лет) | Ожидаемая продолжительность жизни при рождении (число лет) | Ожидаемая продолжительность жизни при рождении (число лет) |
| 1990                                                       | 1991                                                       | 1992                                                       | 1993                                                       | 1994                                                       | 1995                                                       | 1996                                                       | 1997                                                       | 1998                                                       |
| ---------------------------------------------------------- | ---------------------------------------------------------- | ---------------------------------------------------------- | ---------------------------------------------------------- | ---------------------------------------------------------- | ---------------------------------------------------------- | ---------------------------------------------------------- | ---------------------------------------------------------- | ---------------------------------------------------------- |
| 69,9                                                       | ↘69,6                                                      | ↘68,5                                                      | ↘66                                                        | ↘64,8                                                      | ↗65,3                                                      | ↗66,5                                                      | ↗67,1                                                      | ↗67,6                                                      |
| 1999                                                       | 2000                                                       | 2001                                                       | 2002                                                       | 2003                                                       | 2004                                                       | 2005                                                       | 2006                                                       | 2007                                                       |
| ↘66,4                                                      | ↘65,5                                                      | →65,5                                                      | ↘65,2                                                      | ↘65                                                        | ↗65,2                                                      | ↗65,3                                                      | ↗66,5                                                      | ↗67,2                                                      |
| 2008                                                       | 2009                                                       | 2010                                                       | 2011                                                       | 2012                                                       | 2013                                                       |                                                            |                                                            |                                                            |
| ↗67,6                                                      | ↗68,5                                                      | ↘68,4                                                      | ↗69,2                                                      | ↗69,8                                                      | ↗70,1                                                      |                                                            |                                                            |                                                            |

### Национальный состав
| Национальный состав, согласно переписи 2010 года: Всего — 29 899 699 чел. 1. Русские — 19 811 351 (66,26 %) 2. Татары — 3 999 568 (13,38 %) 3. Башкиры — 1 282 794 (4,29 %) 4. Чуваши — 1 272 790 (4,26 %) 5. Мордва — 617 050 (2,06 %) 6. Удмурты — 497 214 (1,66 %) 7. Марийцы — 473 015 (1,58 %) 8. Украинцы — 272 385 (0,91 %) 9. Казахи — 221 047 (0,74 %) 10. Армяне — 108 774 (0,36 %) 11. Коми-пермяки — 82 979 (0,28 %) 12. Азербайджанцы — 80 727 (0,27 %) 13. Белорусы — 62 560 (0,21 %) 14. Узбеки — 50 523 (0,17 %) 15. Немцы — 48 211 (0,16 %) 16. Таджики — 33 463 (0,11 %) 17. Цыгане — 28 270 (0,09 %) 18. Евреи — 20 968 (0,07 %) 19. Молдаване — 15 548 (0,05 %) 20. Грузины — 13 534 (0,05 %) 21. Корейцы — 12 215 (0,04 %) 22. Чеченцы — 11 828 (0,04 %) 23. Лезгины — 10 636 (0,04 %) 24. Лица, не указавшие национальность — 771 435 (2,92 %) |

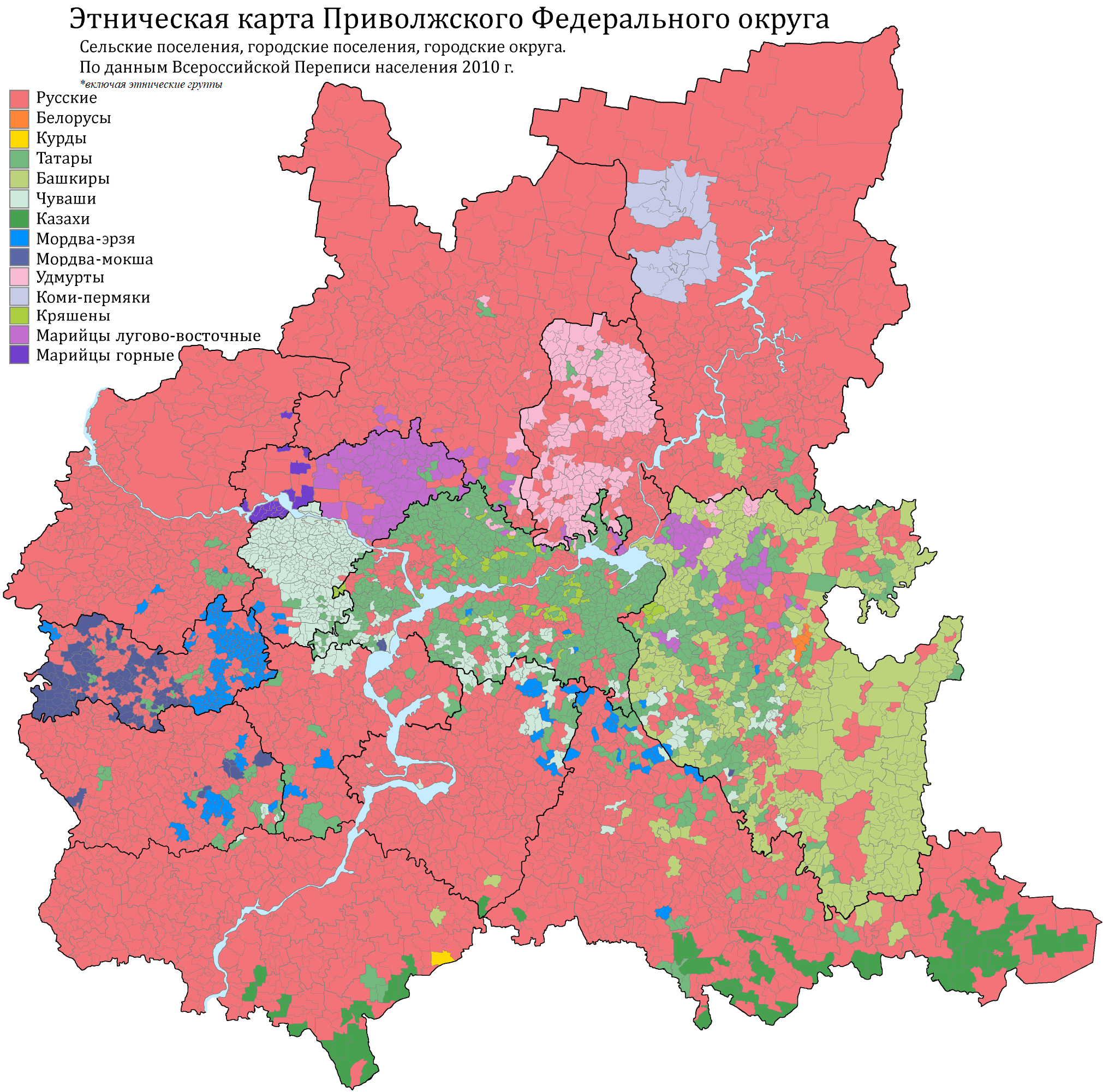
Этническая карта ПФО по городским и сельским поселениям по данным переписи 2010 г.

### Этнические карты

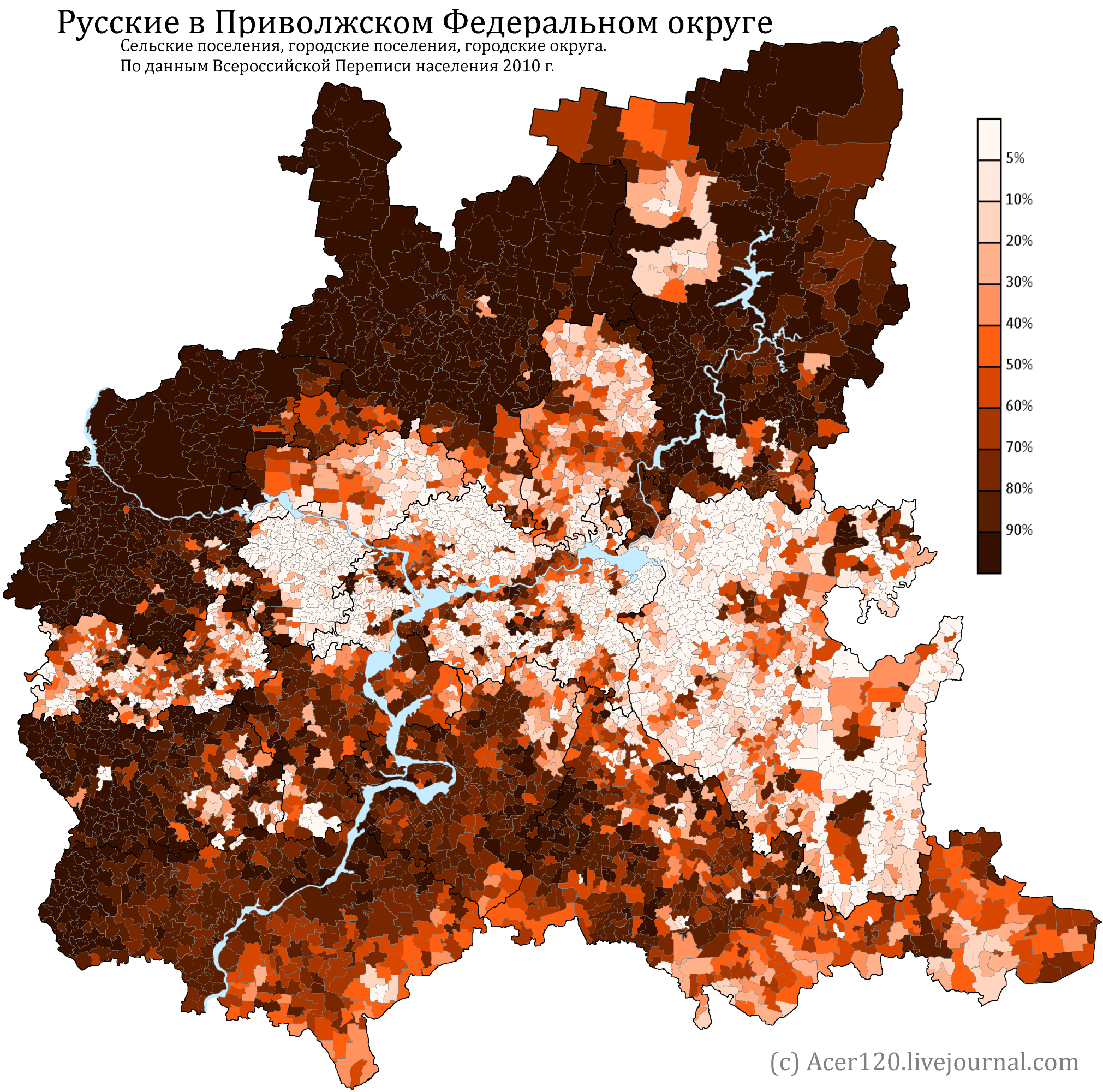
Расселение русских в ПФО по городским и сельским поселениям в %, перепись 2010 г.
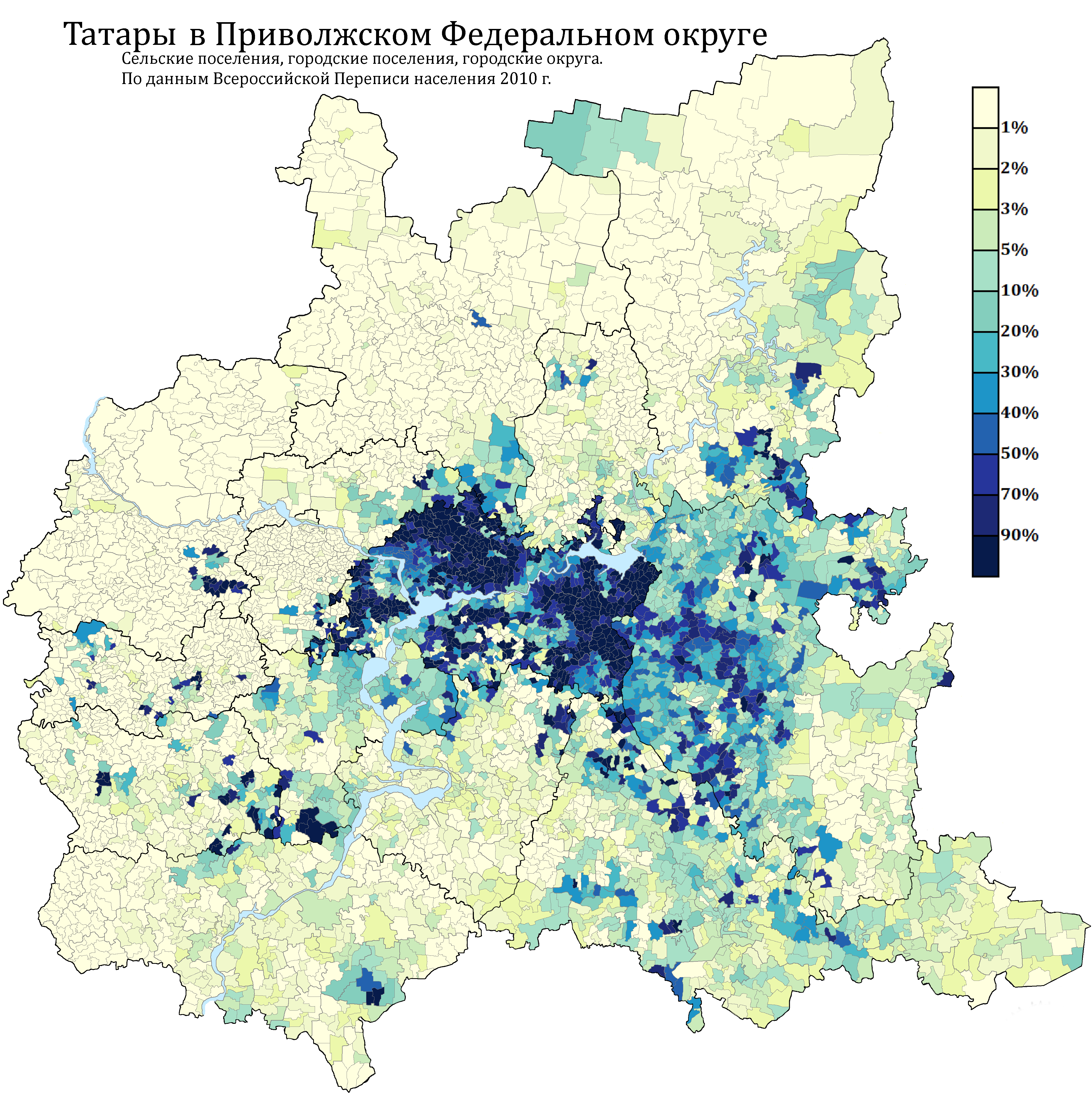
Расселение татар в ПФО по городским и сельским поселениям в %, перепись 2010 г.
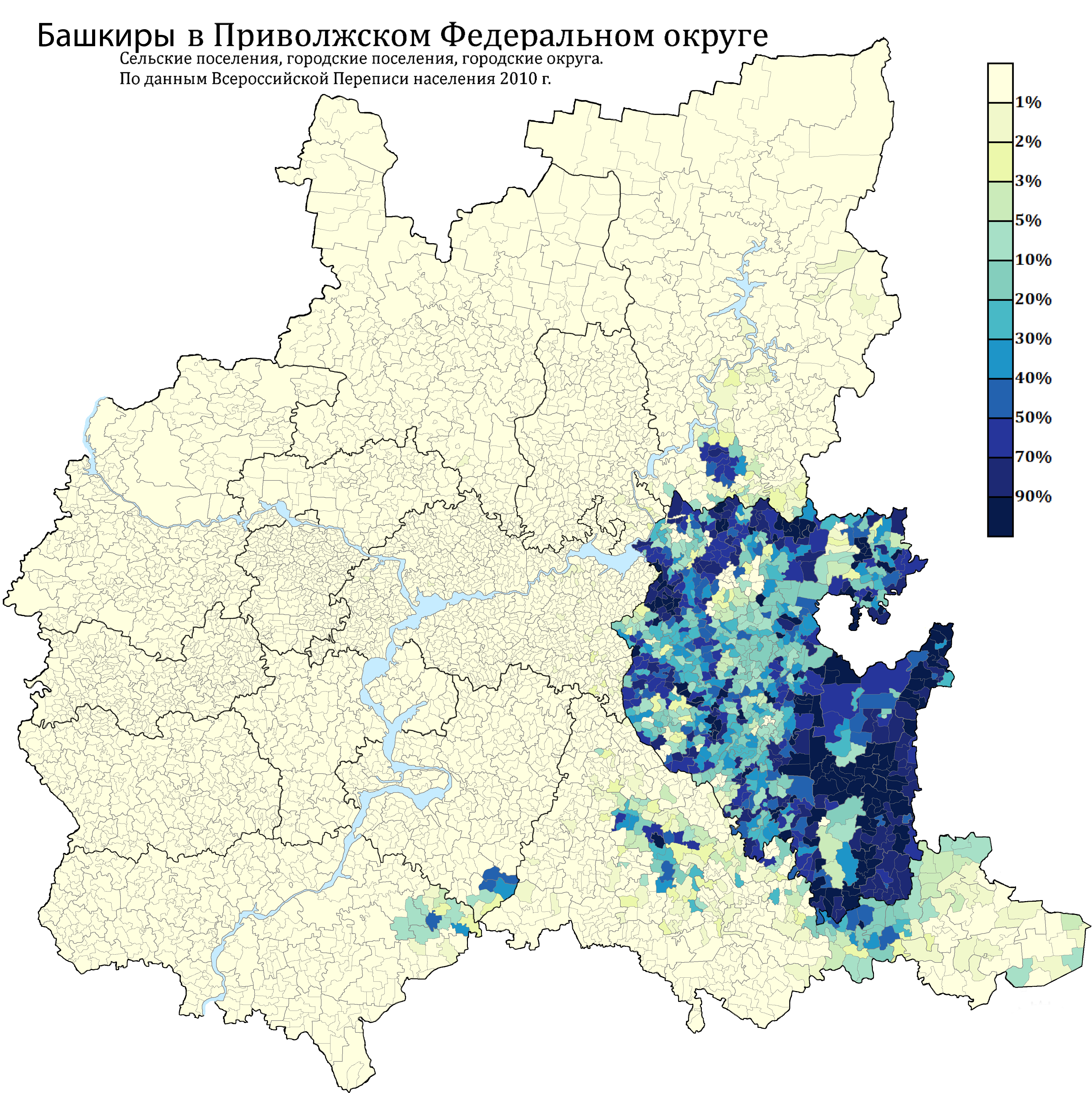
Расселение башкир в ПФО по городским и сельским поселениям в %, перепись 2010 г.
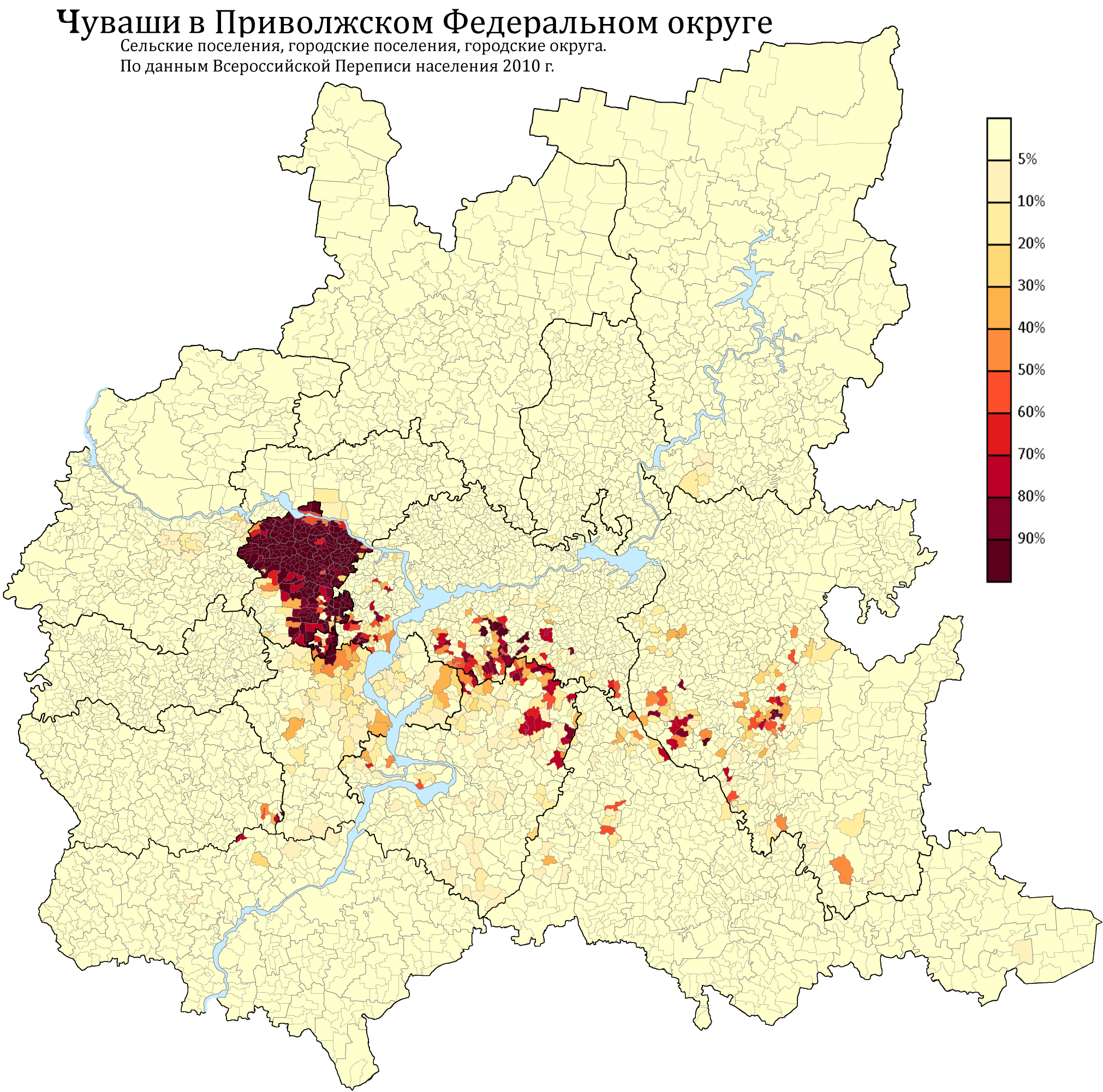
Расселение чувашей в ПФО по городским и сельским поселениям в %, перепись 2010 г.
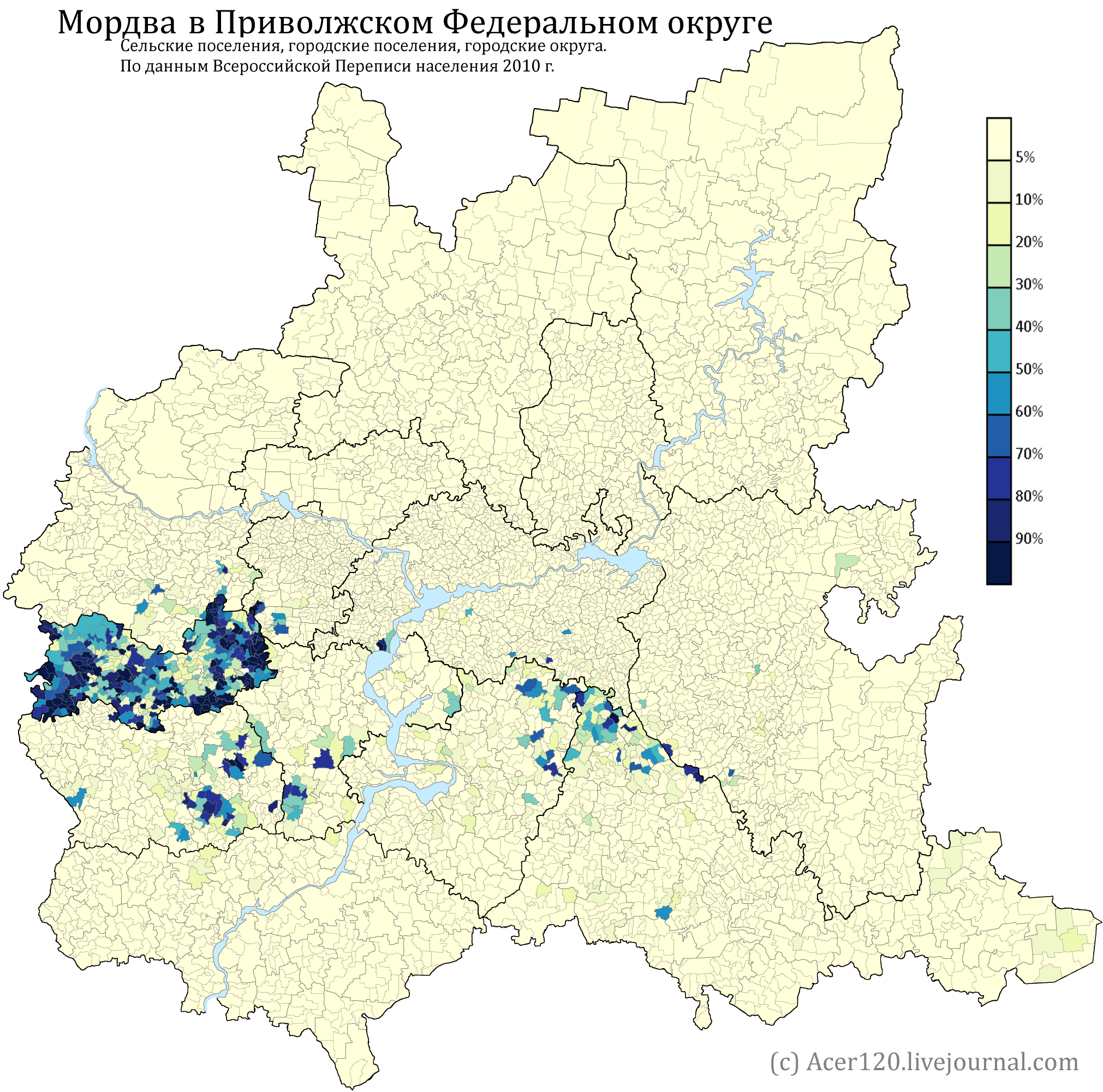
Расселение мордвы в ПФО по городским и сельским поселениям в %, перепись 2010 г.
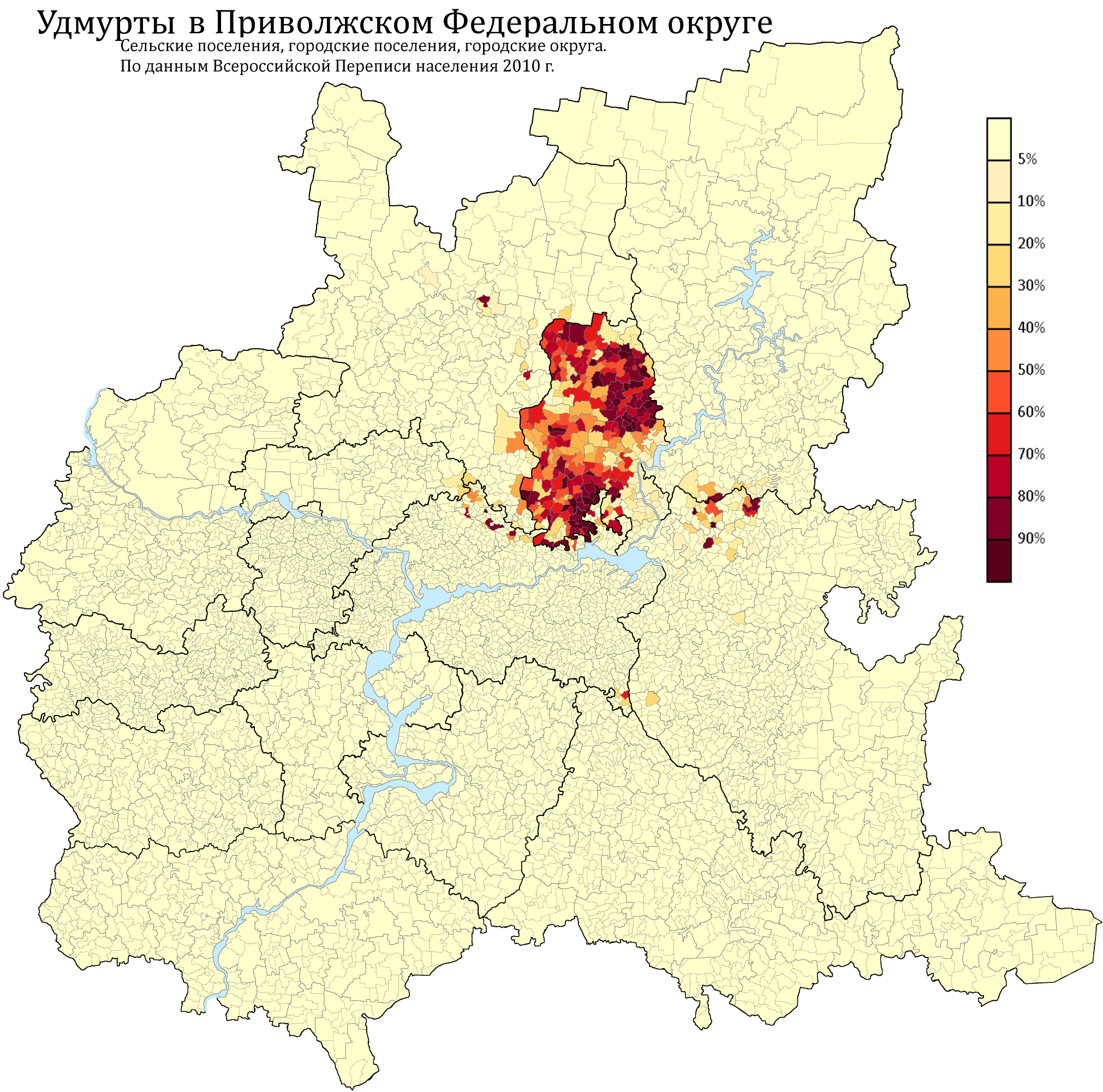
Расселение удмуртов в ПФО по городским и сельским поселениям в %, перепись 2010 г.
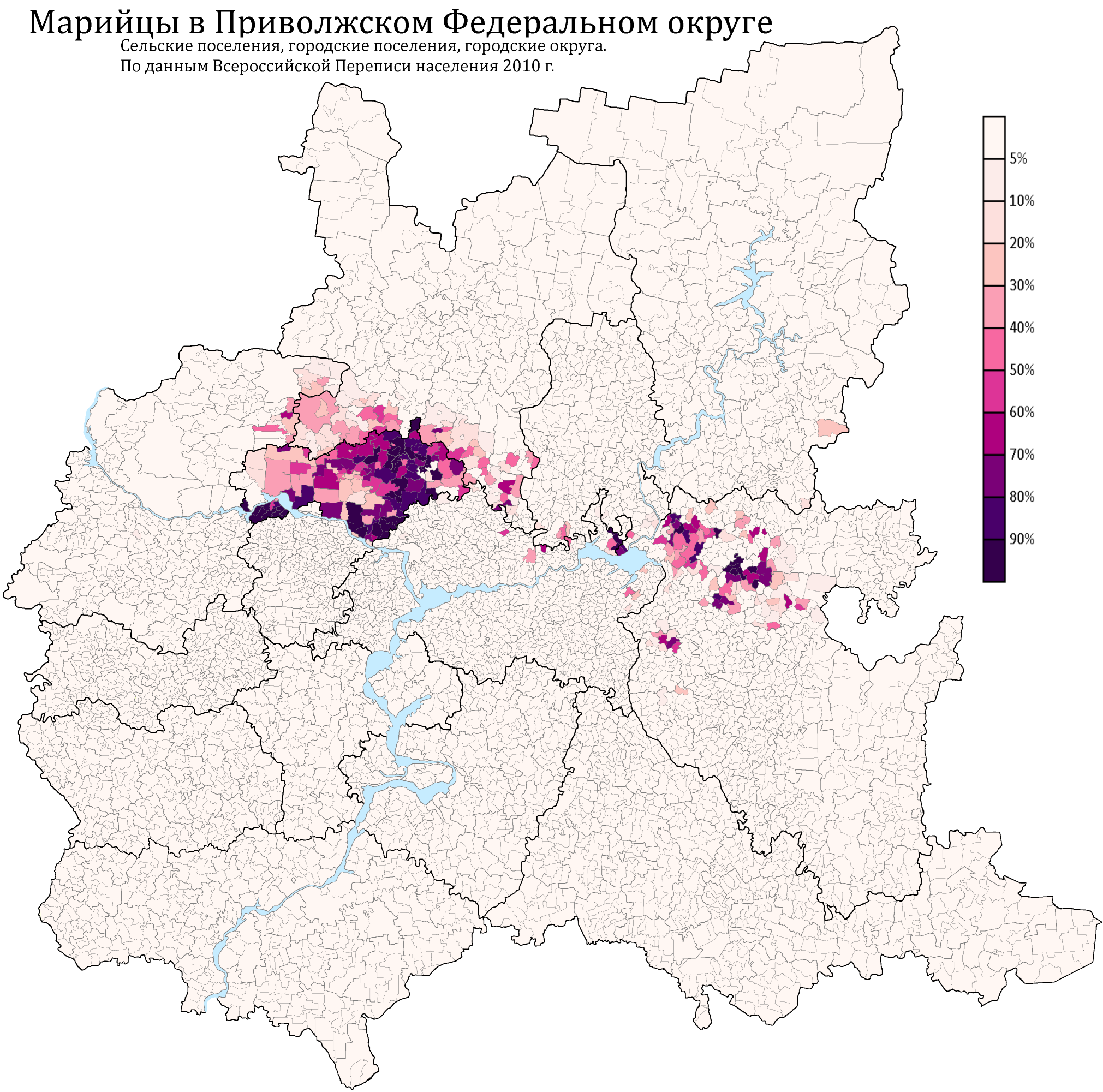
Расселение марийцев в ПФО по городским и сельским поселениям в %, перепись 2010 г.
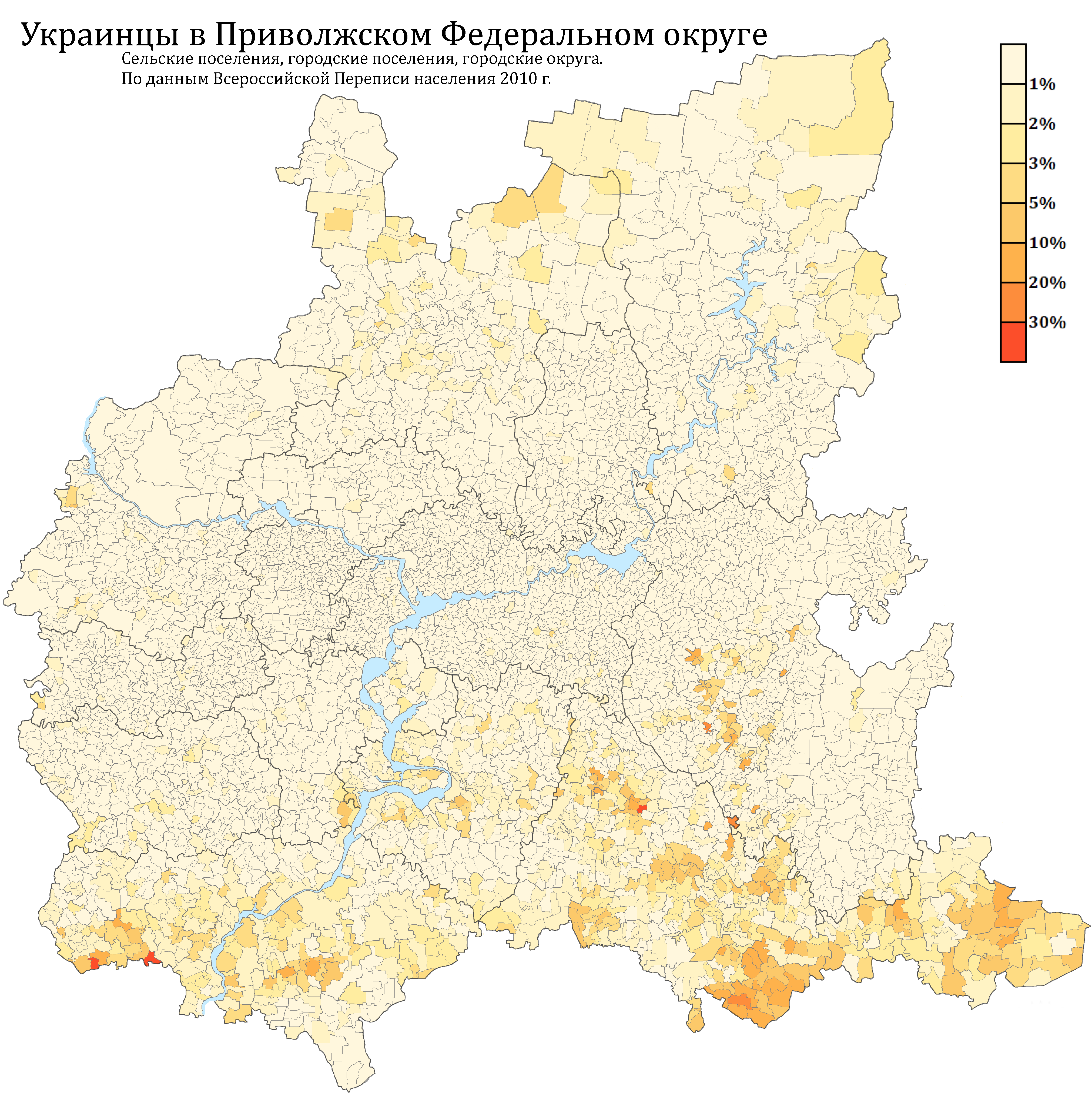
Расселение украинцев в ПФО по городским и сельским поселениям в %, перепись 2010 г.
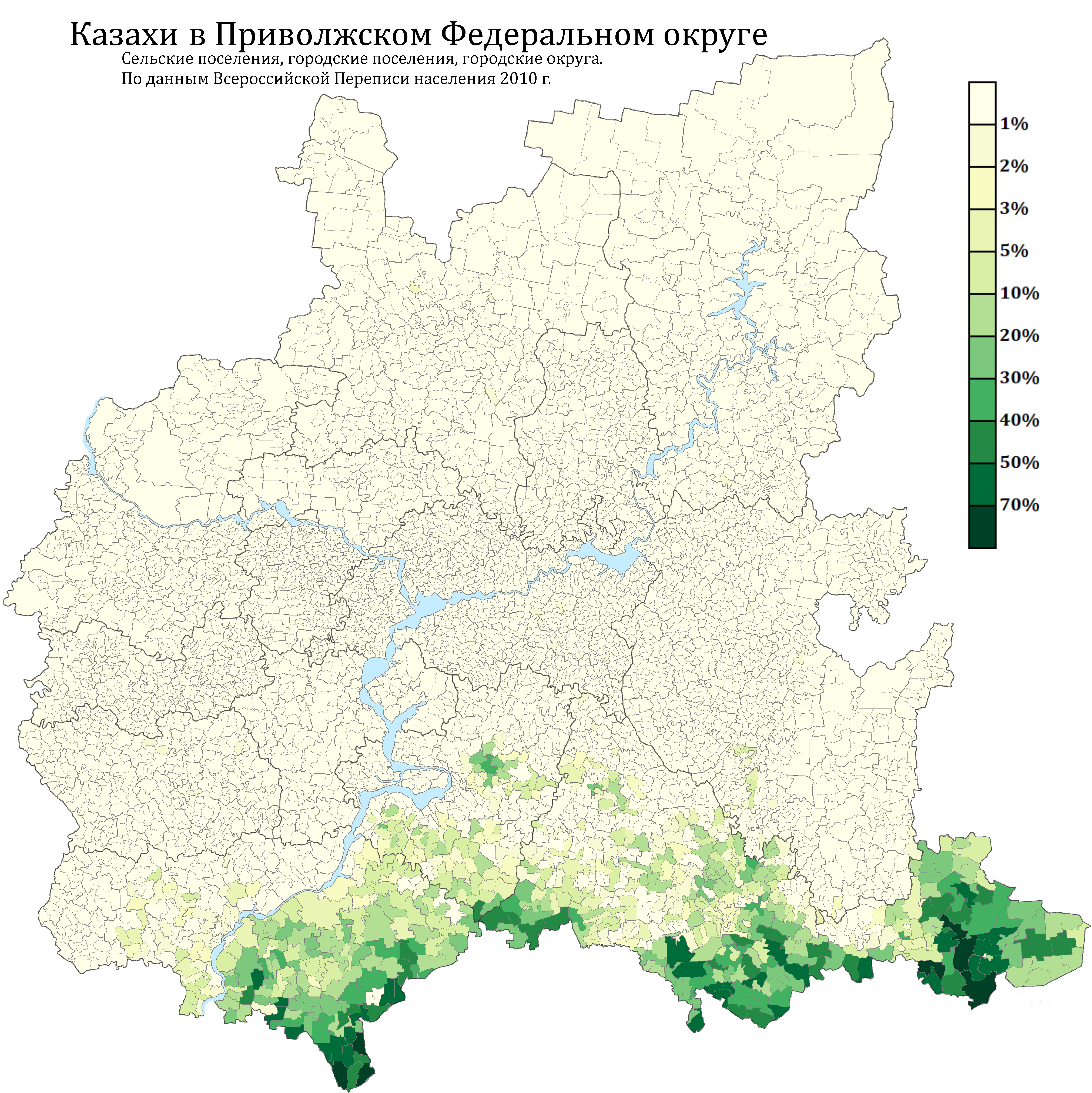
Расселение казахов в ПФО по городским и сельским поселениям в %, перепись 2010 г.

### Языки
По этно-языковому составу преобладают следующие группы и семьи:
1. Индоевропейская семья — 20 438 608 чел. (68,36 %)
  1. Славянская группа — 20 155 068 (67,41 %)
  2. Армянская группа — 108 777 (0,36 %)
  3. Иранская группа — 49 899 (0,17 %)
  4. Германская группа — 48 509 (0,16 %)
  5. Индоарийская группа — 28 761 (0,10 %)
  6. Евреи (яз. идиш) — 20 968 (0,07 %)
  7. Романская группа — 16 464 (0,06 %)
2. Тюркская семья — 6 930 981 (23,18 %)
3. Уральская семья — 1 678 504 (5,61 %)
  1. Финно-угорская группа — 1 678 377 (5,61 %)
4. Северокавказская семья — 41 827 (0,14 %)
  1. Дагестанская группа — 25 438 (0,09 %)
  2. Нахская группа — 13 980 (0,05 %)
5. Картвельская семья — 13 542 (0,05 %)
6. Корейцы — 12 215 (0,04 %)
7. Австроазиатская семья — 2 915 (0,01 %)

## Крупные города
Города с численностью населения более 100 тысяч человек
| Казань          | ↗1 329 825 |
| Нижний Новгород | ↘1 198 245 |
| Уфа             | ↗1 166 098 |
| Самара          | ↘1 154 223 |
| Пермь           | ↗1 027 518 |
| Саратов         | ↘886 165   |
| Тольятти        | ↘662 683   |
| Ижевск          | ↘616 297   |

| Ульяновск        | ↗612 516 |
| Набережные Челны | ↗548 221 |
| Оренбург         | ↘536 515 |
| Чебоксары        | ↗497 061 |
| Пенза            | ↘487 978 |
| Киров            | ↗475 871 |
| Саранск          | ↘309 349 |
| Йошкар-Ола       | ↗285 219 |

| Стерлитамак | ↗277 410 |
| Нижнекамск  | ↗240 842 |
| Энгельс     | ↘222 115 |
| Дзержинск   | ↘213 410 |
| Орск        | ↘185 362 |
| Балаково    | ↘180 694 |
| Альметьевск | ↘163 747 |
| Сызрань     | ↘159 587 |

| Салават        | ↘144 970 |
| Нефтекамск     | ↗133 874 |
| Березники      | ↘132 841 |
| Новочебоксарск | ↘120 361 |
| Октябрьский    | ↗116 510 |
| Димитровград   | ↘108 073 |
| Арзамас        | ↘103 538 |

## ВРП ПФО
| №         | Субъект                        | 2017   | в %   |
| --------- | ------------------------------ | ------ | ----- |
| 1         | Республика Татарстан           | 2114,2 | 19,17 |
| 2         | Республика Башкортостан        | 1396,4 | 12,66 |
| 3         | Самарская область              | 1349,9 | 12,24 |
| 4         | Нижегородская область          | 1260,2 | 11,42 |
| 5         | Пермский край                  | 1191,1 | 10,8  |
| 6         | Оренбургская область           | 823,1  | 7,46  |
| 7         | Саратовская область            | 669,1  | 6,07  |
| 8         | Удмуртская Республика          | 556,2  | 5,04  |
| 9         | Пензенская область             | 365,2  | 3,31  |
| 10        | Ульяновская область            | 340,6  | 3,08  |
| 11        | Кировская область              | 307,3  | 2,78  |
| 12        | Чувашская Республика — Чувашия | 270,6  | 2,45  |
| 13        | Республика Мордовия            | 213,3  | 1,93  |
| 14        | Республика Марий Эл            | 169,5  | 1,54  |
| 14.000001 | всего                          | 11,026 |       |

Общий ВРП (валовой региональный продукт) Приволжского федерального округа за 2017 год составил 11 трлн. 26 млрд рублей.
Большинство субъектов Приволжского ФО обладает крупными месторождениями минерального сырья.

## Полномочные представители президента Российской Федерациив ПФО
- Кириенко, Сергей Владиленович (18 мая 2000 / 26 марта 2004 — 14 ноября 2005)[64][65][66]
- Коновалов, Александр Владимирович (14 ноября 2005 — 12 мая 2008)[67][68]
- Рапота, Григорий Алексеевич (14 мая 2008 — 14 декабря 2011)[69][70]
- Бабич, Михаил Викторович (15 декабря 2011 / 25 мая 2012 — 24 августа 2018)[71][72][73]
- Комаров, Игорь Анатольевич (с 7 сентября 2018)[74]